# Mooreinella
Mooreinella es un género de foraminífero bentónico de la subfamilia Verneuilinoidinae, de la familia Verneuilinidae, de la superfamilia Verneuilinoidea, del suborden Verneuilinina y del orden Lituolida. Su especie tipo es Mooreinella biserialis. Su rango cronoestratigráfico abarca desde el Pennsylvaniense (Carbonífero superior) hasta el Pérmico.

## Discusión
Clasificaciones previas incluían Mooreinella en el suborden Textulariina del orden Textulariida, o en el orden Lituolida sin diferenciar el suborden Verneuilinina.

## Clasificación
Mooreinella incluye a las siguientes especies:
- Mooreinella balearica †
- Mooreinella biserialis †